# Bonai (stato)
Lo Stato di Bonai fu uno stato principesco del subcontinente indiano, avente per capitale la città di Bonaigarh.

## Storia
Secondo le leggende locali, i fondatori della dinastia regnante di Bonai discendevano da personaggi mitici. Le ricerche storiche hanno invece portato a rintracciare le origini della dinastia di Bonai nel clan Bhuyan.
Il fondatore dello stato di Bonai dette nome alla propria casata Kadamba, dai fiori dell'albero omonimo (Neolamarckia cadamba) molto presente nell'area e simbolo stesso dello stato, oltre che molto presente in una serie di leggende locali. Il fondatore, Pratap Bhanu Deo, istituì il principato con l'aiuto di alcuni proprietari terrieri locali coi quali poté sottomettere l'intera regione.
Durante il regno del raja Dayanidhi Chandra Deo, la regione divenne formalmente parte dell'impero britannico a seguito della sconfitta dei maratha nella seconda guerra anglo-maratha.
Il 1º gennaio 1948 l'ultimo raja di Bonai firmò per l'ingresso del suo stato nell'Unione Indiana, divenendo dapprima parte dello stato di Odisha e poi del distretto di Sundergarh.

## Governanti
I governanti di Bonai avevano il titolo di raja.

### Raja
- Pratap Bhanu Deo
- Dayanidhi Chandra Deo (1804–1851)
- Chandra Deo (1851–12 settembre 1876)
- Indra Deo (12 settembre 1876 – 1898)
- Nilambar Chandra Deo (1898 – 19 febbraio 1902)
- Dharani Dhar Deo (19 febbraio 1902 – 1 gennaio 1948)